# Dunsnavelbrilvogel
De dunsnavelbrilvogel (Zosterops tenuirostris) is een zangvogel uit de familie Zosteropidae (brilvogels). De vogel werd in 1837 door  John Gould geldig beschreven. De soort is endemische vogelsoort op het eiland Norfolk dat 1412 km ten oosten van Australië in de Grote Oceaan ligt.

## Kenmerken
De vogel is 13 tot 15 cm lang. Het is een vrij grote brilvogel met een brede witte ring om het oog, aan de voorkant onderbroken door een zwarte vlek tot aan de snavel. De vogel is van boven olijfgroen, op de staart meer groenachtig. De vleugelveren zijn donkerder, meer bruin tot zwart. De keel en bovenkant van de borst is geel en de onderstaartdekveren zijn citroengeel. De rest van de borst en buik zijn grijsgroen. De kromme, vrij lange snavel is grijs en de poten zijn vuil vleeskleurig.

## Verspreiding en leefgebied
Deze soort is endemisch op het eiland Norfolk. Het leefgebied bestaat uit natuurlijk bos of goed ontwikkeld secundair bos.

## Status
De dunsnavelbrilvogel heeft een beperkt verspreidingsgebied en daardoor is de kans op uitsterven aanwezig. De grootte van de populatie werd in 2016 door BirdLife International geschat op 4500 volwassen individuen en de populatie-aantallen zijn min of meer stabiel. In het verleden werd het leefgebied aangetast door ontbossing en er bestaat altijd het gevaar dat endemische eilandpopulaties worden bedreigd door invasieve soorten planten en dieren waaronder de zwarte rat. Om deze redenen staat deze soort als gevoelig op de Rode Lijst van de IUCN.